# Château du Thil
Castelul Thil este un castel situat în orașul Chenôves din Saone-et-Loire, pe un deal mic izolat. Acest castel nu trebuie confundat cu altul cu același nume, situat în Vauxrenard, în Rhône. 

## Descriere
În 1875, castelul consta dintr-o clădire în plan dreptunghiular, cu un etaj, luminată cu lucarne cu frontoane curbate, sub acoperiș cu căpriori. Colțurile de nord-vest și sud-vest erau flancate de turnuri circulare cu acoperișuri conice mici. La est de această clădire principală, diferite alte clădiri erau dispuse în jurul unei curți, printre care se putea distinge baza unui turn în colțul nord-estic.  Un alt mic turn ocupa probabil și colțul sud-est al patrulaterului. 
După restaurare, au fost adăugate turnuri în fiecare din celelalte două colțuri, iar acoperișurile conice au devenit foarte ascuțite. Turnurile vestice și-au păstrat micile ferestre dreptunghiulare și ambrazurile. Poarta din partea de vest a castelului datează din 1939 și poartă stema lui La Vernette. 
Zidurile capelei, unde o țiglă este inscripționată cu anul 1753, sunt ornate cu un brâu cu stema lui Perrin de Cypierre. 
Astăzi proprietate privată, castelul nu poate fi vizitat. 